# Dérapages (film)
Dérapages est un film canadien réalisé par Paul Arcand, sorti en 2012.

## Synopsis
Ce film documentaire traite de la vitesse des jeunes au volant, et comporte des témoignages d'amis et parents de jeunes décédés dans des accidents de la route.

## Fiche technique
- Réalisation : Paul Arcand
- durée : 94 minutes
- Production : Cinémaginaire Inc.
- Musique : Mario Sévigny

## Distribution
- Jacques Villeneuve